# ネーリーテース
ネーリーテース（古希: Νηρίτης, Nērītēs）は、ギリシア神話の海神である。長音を省略してネリテスとも表記される。海神ネーレウスとドーリスの息子で、50人の娘ネーレーイスと兄弟。

## 神話
アイリアーノスの『動物の特性について』によると、ネーリーテースはネーレーイスたちの後に生まれた唯一の息子で、あらゆる神々と人間の中で最も美しい存在だった。かつてアプロディーテーが海で過ごしていたころ、ネーリーテースを愛し、一緒に暮らしていた。しかしゼウスの命令でアプロディーテーがオリュムポスに迎えられることになると、アプロディーテーはともにオリュムポスに行きたいとネーリーテースに告げた。しかし、ネーリーテースはオリュムポスでの暮らしよりも海で両親や姉妹たちと暮らすことを好んだため、アプロディーテーの申し出を拒んだ。アプロディーテーはさらに翼を与えようと言ったが、ネーリーテースは心を動かされなかった。アプロディーテーは怒ってネーリーテースを非常に美しい小さな巻貝に変え、エロースを従神に選んで翼を与えた。
アイリアーノスの別の説によるとネーリーテースはポセイドーンの恋人であり、2人の愛はアンテロース（相互愛）の起源であるという。またアイリアーノスは太陽神ヘーリオスがネーリーテースを巻貝に変えたとし、ヘーリオスの怒りの原因は分からないとしつつも、ヘーリオスの嫉妬が原因ではないかと述べている。